# Aras Sembilan
Aras Sembilan is een kelurahan in het regentschap Aceh Tamiang van de provincie Atjeh, Indonesië. Aras Sembilan telt 248 inwoners (volkstelling 2010).